# Syncesia depressa
Syncesia depressa är en lavart som först beskrevs av Edward Tuckerman, och fick sitt nu gällande namn av Tehler. Syncesia depressa ingår i släktet Syncesia och familjen Roccellaceae.   Inga underarter finns listade i Catalogue of Life.